# Copa de Gales de Rugby 2022-23
La Copa de Gales de Rugby 2022-23 fue la 51.° edición de la Copa nacional de rugby de Gales.

## Fase de grupos
|  | Avanzan a semifinales. |

### Grupo A
| Pos | Países           | Partidos | Partidos | Partidos | Tantos | Tantos | Tantos | Pts |
| Pos | Países           | G        | E        | P        | PF     | PC     | DP     | Pts |
| --- | ---------------- | -------- | -------- | -------- | ------ | ------ | ------ | --- |
| 1   | RGC 1404         | 2        | 0        | 0        | 72     | 20     | 52     | 10  |
| 2   | Ebbw Vale RFC    | 1        | 0        | 1        | 51     | 49     | 2      | 5   |
| 3   | Carmarthen Quins | 0        | 0        | 2        | 17     | 71     | -54    | 0   |

### Grupo B
| Pos | Países          | Partidos | Partidos | Partidos | Tantos | Tantos | Tantos | Pts |
| Pos | Países          | G        | E        | P        | PF     | PC     | DP     | Pts |
| --- | --------------- | -------- | -------- | -------- | ------ | ------ | ------ | --- |
| 1   | Pontypridd RFC  | 1        | 0        | 1        | 50     | 35     | 15     | 6   |
| 2   | Aberavon        | 1        | 0        | 1        | 54     | 38     | 16     | 5   |
| 3   | Bridgend Ravens | 1        | 0        | 1        | 44     | 75     | -31    | 5   |

### Grupo C
| Pos | Países       | Partidos | Partidos | Partidos | Tantos | Tantos | Tantos | Pts |
| Pos | Países       | G        | E        | P        | PF     | PC     | DP     | Pts |
| --- | ------------ | -------- | -------- | -------- | ------ | ------ | ------ | --- |
| 1   | Newport RFC  | 2        | 0        | 0        | 77     | 32     | 45     | 10  |
| 2   | Swansea RFC  | 1        | 0        | 1        | 57     | 58     | -1     | 5   |
| 3   | Llanelli RFC | 0        | 0        | 2        | 28     | 72     | -44    | 0   |

| Pos | Países         | Partidos | Partidos | Partidos | Tantos | Tantos | Tantos | Pts |
| Pos | Países         | G        | E        | P        | PF     | PC     | DP     | Pts |
| --- | -------------- | -------- | -------- | -------- | ------ | ------ | ------ | --- |
| 1   | Cardiff RFC    | 1        | 0        | 1        | 66     | 34     | 32     | 6   |
| 2   | Llandovery RFC | 1        | 0        | 1        | 59     | 64     | -5     | 5   |
| 3   | Merthyr RFC    | 1        | 0        | 1        | 63     | 90     | -27    | 5   |

### Semifinal
| 25 de marzo de 2023 | Pontypridd RFC | 10 - 26 | Newport RFC |  |  |

| 25 de marzo de 2023 | RGC 1404 | 15 - 52 | Cardiff RFC |  |  |

### Final
| 23 de abril de 2023 | Newport RFC | 10 - 13 | Cardiff RFC |  |  |

| Bandera de Gales    |
| Campeón Cardiff RFC |
| Noveno título       |